# Legato (eksperimentalfilm)
|  | Denne artikel er oprettet af botten Steenthbot ud fra en ekstern database. Den kan derfor have sproglige fejl eller mangler. Denne skabelon kan fjernes efter kontrol af indholdet. |

Legato er en dansk eksperimentalfilm fra 1950 instrueret af Henning Bendtsen.

## Handling
En lille eksperimentalfilm, der ganske vist består af naturalistiske optagelser, men alene udtrykker sig gennem linjer og rytmer, der tænkes at bevæge sig uendeligt. Den glidende rytme er yderligere søgt understreget med Bernhard Christensens musik.